# Austrodecidae
Austrodecidae – rodzina kikutnic. Jedyna rodzina podrzędu Stiripasterida.

## Opis
Należące tu kikutnice mają dobrze rozwinięty wzgórek oczny, który sięga nasady ryjka lub wznosi się z przedniej krawędzi płata głowowego. Smukły, rurkowaty lub pipetowaty ryjek jest często pierścieniowany w części wierzchołkowej. Nogogłaszczki zbudowane z 5 do 9 członów. Chelifory nieobecne. Owigery mają od 4 do 10 członów, a na ostatnim z nich obecne mogą być kolce i pazur końcowy. Odnóża kroczne opatrzone są wyraźnymi kolami biodrowymi, a u wielu samców także wyrostkami gruczołów cementowych, zlokalizowanych na udach.

## Ekologia
Spotykane od litoralu po głębokość 5024 metrów.

## Systematyka
Należą tu 2 rodzaje:
- Austrodecus Hodgson, 1907
- Pantopipetta Stock, 1963